# Ватерполо за жене на Летњим олимпијским играма
Ватерполо за жене је укључен у програм Олимпијских игара тек на Играма у Сиднеју 2000. године, док је ватерполо у мушкој конкуренцији био у програму од Олимпијских игара у Паризу 1900. године.

## Освајачице медаља
| 2000. Детаљи | Сиднеј         | Аустралија       | 13:6         | Сједињене Државе | Русија           | 8:3              | Холандија        |
| 2004. Детаљи | Атина          | Италија          | 10:9 (прод.) | Грчка            | Сједињене Државе | 6:5              | Аустралија       |
| 2008. Детаљи | Пекинг         | Холандија        | 9:8          | Сједињене Државе | Аустралија       | 9:9 (3:2 пен.)   | Мађарска         |
| 2012. Детаљи | Лондон         | Сједињене Државе | 8:5          | Шпанија          | Аустралија       | 13:11            | Мађарска         |
| 2016. детаљи | Рио де Жанеиро | Сједињене Државе | 12:5         | Италија          | Русија           | 12:12 (7:6 пен.) | Мађарска         |
| 2020. детаљи | Токио          | Сједињене Државе | 14:5         | Шпанија          | Мађарска         | 11:9             | Русија           |
| 2024. детаљи | Париз          | Шпанија          | 11:9         | Аустралија       | Холандија        | 11:10            | Сједињене Државе |

## Биланс медаља
Стање након Олимпијских игара 2016.
| Држава           |   |   |   |    |
| ---------------- | - | - | - | -- |
| Сједињене Државе | 3 | 2 | 1 | 6  |
| Шпанија          | 1 | 2 | 0 | 3  |
| Аустралија       | 1 | 1 | 2 | 4  |
| Италија          | 1 | 1 | 0 | 2  |
| Холандија        | 1 | 0 | 1 | 2  |
| Грчка            | 0 | 1 | 0 | 1  |
| Русија           | 0 | 0 | 2 | 2  |
| Мађарска         | 0 | 0 | 1 | 1  |
| Укупно           | 7 | 7 | 7 | 21 |